# Здание приходского училища (Новочеркасск)
Здание приходского училища — достопримечательность и объект культурного наследия регионального значения на улице Пушкинской,26 в Новочеркасске Ростовской области. Дом был построен в конце XIX века и сохранился до наших времен. Охранный статус зданию присвоен согласно Решению Ростовского областного Совета народных депутатов № 325 от 17.12.1992 года.

## История
В 1885 году в Новочеркасске был построен особняк, который позже стал известен в городе как здание приходского училища. Вначале дом был собственностью вдовы казака Анны Никифоровны Борисовой. Впоследствии им стала владеть казачка Анна Михайловна Похлебина. Здание использовали для нужд учебных заведений — оно сдавалось в аренду. Первым заведением, которое стало арендовать этот дом, стало приходское училище, которое было первым начальным училищем в городе. С появлением в городе других учебных заведений, приходское училище стало менять свои названия. Вначале оно называлось Верхне-Новочеркасским, потом стало носить название Первого приходского училища. В стенах этого заведения обучались дети прихода Николаевской церкви. Училище принимало до 150 учеников каждый год, которые получали знания бесплатно. Ежегодно на нужды заведения требовалось 2450 рублей, которые выделялись из средств почетного попечителя, войска Донского и Новочеркасской станицы. В начале XX века в этом здании открылась Вторая женская прогимназия, а училище стало располагаться в другом здании. В 1912 году дом приспособили под нужды Второго женского высшего училища. В него могли попасть девочки после обучения в начальной школе для изучения таких предметов, как арифметика, словесность, русский язык, рукоделие, черчение, рисование и многих других. Затем в школе обосновалась Третья советская трудовая школа первой ступени (начальная). В 1930-х годах, эта школа стала фабрично-заводской семилеткой № 15. В 1933 году в здании расположилась неполная средняя школа, в которой обучались также 7 лет. Начиная с 1944 года, в вечернее время в этом здании проходили занятия школы рабочей молодежи № 1, а с 1949 года это здание использовалось только для нужд этой школы. До 2011 года в здании приходского училища располагалась вечерняя общеобразовательная школа № 1, затем она перешла в другое здание, и на протяжении 4 лет помещение не использовалось. В 2015 там разместился "Центр психолого-педагогической, медицинской и социальной помощи «Гармония».

## Описание
Здание создано в кирпичном стиле. Первый этаж и частично второй этаж рустованы. Междуэтажный пояс служит разделением первого и второго этажей. На втором этаже окна завершаются полуциркульными перемычками, на первом этаже — лучковые арочные перемычки.